# Rosa Henson
María Rosa Luna Henson ou Lola Rosa ("Grand-mère Rosa") (5 décembre 1927 – 18 août 1997) est une femme philippine, connue pour avoir été la première femme philippine à publier, en 1992, un récit de son expérience de femme de réconfort (esclave sexuelle) de l'armée impériale japonaise durant la Seconde Guerre mondiale.

## Biographie
Maria Rosa Luna Henson naît à Pasay le 5 décembre 1927. Elle grandit dans la pauvreté à la Pampangue, dans la région centrale de Luçon, avec sa mère seule, Julia. Fille illégitime de Don Pepe, un riche propriétaire terrien, Maria Rosa ne voit que très peu son père durant son enfance. Elle rêve de devenir docteur.
Après le début de la Seconde Guerre Mondiale, Maria Rosa devient membre du Hukbalahap, un mouvement de guérilla communiste créée en résistance à l'invasion japonaise. En 1942, elle est violée par trois soldats japonais alors qu'elle allait chercher du bois pour sa famille. Deux semaines plus tard, elle est de nouveau violée. En avril 1943, elle est emmenée de force par les soldats japonais à un campement où elle est forcée à être une femme de réconfort. En août 1943, elle est transférée avec d'autres jeunes filles dans un plus grand bâtiment à Ángeles, où elle continue d'être violée. Elle raconte son expérience dans son livre Comfort Woman: Slave of Destiny : « Douze soldats me violèrent à la suite, après quoi on me donna une demi-heure pour me reposer. Puis douze autres soldats suivirent. [...] Je ne pouvais pas manger. Je souffrais tellement et mon vagin était très gonflé. Je pleurais et je pleurais, appelant ma mère. Je ne pouvais pas résister aux soldats car ils m'auraient tuée. Que pouvais-je faire d'autre ? ».
En janvier 1944, le mouvement Hukbalahap attaque le bâtiment et libère Maria Rosa. Après neufs mois de viols continus, la jeune femme souffre énormément, psychologiquement et physiquement. Elle rencontre plus tard un jeune soldat nommé Domingo, qu'elle épouse. Le couple a trois enfants : Rosario (né en août 1947), Rosalinda (née en septembre 1949), and Jesus (né en décembre 1951). Domingo meurt en novembre 1953. En 1957, Maria Rosa trouve un emploi dans une usine de fabrication de cigarettes, dans laquelle elle reste pendant trente-quatre ans.
En 1992, âgée de 65 ans, Maria Rosa Henson prend la décision de raconter son histoire, et ce qu'elle a vécu en tant que femme philippine pendant l'occupation japonaise. Jusqu'alors, les seules personnes à connaître son secret sont sa mère et son époux, tous deux décédés. À la suite d'une conférence de presse en septembre 1992, où elle révèle publiquement son expérience, Maria Rosa décide de publier un livre.
Dans son ouvrage, Maria Rosa met en lumière l'existence silencieuse et invisible des femmes de réconfort philippines. A la parution du livre, cinquante autres femmes philippines suivent l'exemple de l'autrice et partagent leur histoire personnelle pour la première fois, au monde entier mais également à leur famille. D'autres victimes, y compris venant de Corée et de Chine, se joignent aux femmes philippines dans un recours collectif contre le gouvernement japonais en décembre 1993. Elles réclamèrent des excuses officielles de la part du gouvernement japonais, l'inclusion des toutes les atrocités de guerre commises par les Japonais dans les livres d'histoire japonais, et des réparations d'ordre financier.
Si le gouvernement japonais commence par nier toute responsabilité légale, il finit par céder à la pression grimpante des femmes survivantes et de leurs soutiens. En 1995 est établi le Asian Women's Fund ("Fonds pour les femmes asiatiques", AWF), destiné à la récolte de fonds privés de citoyens japonais, sous la forme de "paiements de réparation" (atonement payments).
Maria Rosa meurt d'une crise cardiaque le 18 août 1997, un an après avoir accepté le paiement de 320 millions de yen ($26,667) de réparations financières de l'AWF.

## Voir également